# Рутульська мова
Рутульська мова — мова кавказької народності рутульців. Належить до Лезгінської групи Північнокавказької мовної родини. Число мовців у Росії — 30 360 осіб (2010). Поширений в Рутульському районі Дагестану, а також у деяких селищах (Кайнар (Гайнар), Хирса, Ак-булах, Дашюз, Шин, Шорсу та ін.) Аглютинативна мова ергативного устрою. Писемність на основі кирилиці з 1990 року.

## Діалекти
Рутульська мова поділяється на 5 діалектів:
- мухадський
- шиназький
- мюхрекський
- іхрекський
- борчинсько-хіновський[2]

## Фонетика
Вибухові приголосні у рутульскій, як і в інших лезґінських мовах, поділяються на:
- дзвінкі
- глухі подихові
- глухі ейєктивні (абруптивні)
- глухі неподихові (преруптивні)

Приголосні звуки рутульської мови:
|                      | Губні                          | Губно-зубні  | Дентальні                      | Свистячі                        | Шиплячі                         | Палатальні | Велярні                        | Увулірні                 | Фариінґальні   | Ларінґальні |
| Носові               | м [m]                          |              | н [n]                          |                                 |                                 |            |                                |                          |                |             |
| Вибухові та африкати | б [b], п [pʰ], пӀ [pʼ], пп [p] |              | д [d], т [tʰ], тӀ [tʼ], тт [t] | дз [ʣ], ц [ʦʰ], цӀ [ʦʼ], цц [ʦ] | дж [ʤ], ч [ʧʰ], чӀ [ʧʼ], чч [ʧ] |            | г [g], к [kʰ], кӀ [kʼ], кк [k] | хъ [qʰ], кь [qʼ], къ [q] |                | ъ [ʔ]       |
| Фрикативи            |                                | в [v], ф [f] |                                | з [z], с [s]                    | ж [ʒ], ш [ʃ]                    |            | гг [ɣ], хь [x]                 | гъ [ʁ], х [χ]            | гӀ [ʕ], хӀ [ħ] | гь [h]      |
| Сонорні              |                                |              | р [ɾ], л [l]                   |                                 |                                 |            |                                |                          |                |             |
| Ґлайди               |                                |              |                                |                                 |                                 | й [j]      |                                |                          |                |             |

## Морфологія

### Відмінювання іменних частин мови
Відмінки у рутульській мові поділяються на:
- основні: називний, ергативний, родовий, давальний та спільний,
- локативні: поділяються на 5 серій по 3 відмінки (місцевий, вихідний та напрямковий).

### Іменник
Іменники за способом утворення відмінкових форм поділяються на 6 типів. Перші 4 типи являють іменники однини у яких основа непрямих відмінків збігається з називним (I), ергативним (II), родовим (III) та давальним (IV) відмінком відповідно. V та VI типи являють іменники множини, що позначають живих та неживих істот.
Приклади відмінювання іменників I—IV типів:
| Відмінок        | I тип      | I тип      | I тип      | I тип      | II тип       | II тип       | III тип       | III тип                   | IV тип         |
|                 | «батько»   | «дівчина»  | «бик»      | «дім»      | «син»        | «місяць»     | «кам'янка»    | «сокира»                  | «сльоза»       |
| Називний        | дид        | рыш        | йац        | хал        | дух          | ваз          | зизаь         | балта                     | нагъв          |
| Ергативний      | дидаь      | рышере     | йацара     | халыра     | духара       | вазыра       | зизаьдираь    | балтыдираь                | нагъвалыра     |
| Родовий         | дидды      | рышед      | йацад      | халыд      | духарды      | вазырды      | зизаьдид      | балтыдид                  | нагъвалды      |
| Давальний       | дидис      | рышес      | йацас      | халыс      | духарыс      | вазырыс      | зизаьдис      | балтыдис                  | нагъвалыс      |
| Спільний        | дидыхьван  | рышаьхьван | йацахьван  | халыхьван  | духарыхьван  | вазырыхьван  | зизаьдихьван  | балтыдихьван              | нагъвалыхьван  |
| Місцевий I      |            |            |            | хала       | духарда      | вазыра       | зизаьдаь      | балтыдаь                  | нагъвала       |
| Напрямковий I   | диды̄       | рышы̄       | йацы̄       | халы̄       | духары̄       |              | зизаьды̄       |                           |                |
| Вихідний I      |            |            |            | хала̄       | духар        | вазыра̄       | зизаьда̄ь      | балтыда̄ь                  | нагъвала̄       |
| Місцевий II     | дидихь'    | рышихь'    | йацахь'    | халыхь'    | духарыхь'    | вазырыхь'    | зизаьдихь'    | балтыдихь'                | нагъвалыхь'    |
| Напрямковий II  | дидихь'даь | рышихь'даь | йацахь'даь | халыхь'даь | духарыхь'даь | вазырыхь'даь | зизаьдихь'даь | балтыдихь'даь             | нагъвалыхь'даь |
| Вихідний II     | дидихь'ла  | рышихь'ла  | йацахь'ла  | халыхь'ла  | духарыхь'ла  | вазырыхь'ла  | зизаьдихь'ла  | балтыдихь'да (<- -ихь'ла) | нагъвалыхь'ла  |
| Місцевий III    | диддаь     | рышдаь     | йацда      | халда      | духарда      | вазырда      | зизаьдидаь    | балтыдидаь                | нагъвалыда     |
| Напрямковий III | диддаь     | рышдаь     | йацда      | халда      | духарда      | вазырда      | зизаьдидаь    | балтыдидаь                | нагъвалыда     |
| Вихідний III    | дида̄       | рышда̄      | йацда̄      | халда̄      | духарда̄      | вазырда̄      | зизаьдида̄     | балтыдида̄                 | нагъвалыда̄     |
| Місцевий IV     | дидыхда    | рышыхда    | йацахда    | халыхда    | духарыхда    | вазырыхда    | зизаьдихда    | балтыдихда                | нагъвалыхда    |
| Напрямковий IV  | дидыхда    | рышыхда    | йацахда    | халыхда    | духарыхда    | вазырыхда    | зизаьдихда    | балтыдихда                | нагъвалыхда    |
| Вихідний IV     | дидыхда    | рышыхла    | йацахла    | халыхла    | духарыхла    | вазырыхла    | зизаьдихла    | балтыдихла                | нагъвалыхла    |
| Вихідний V      | дидыла     | рышыла     | йацала     | халыла     | духарыла     | вазырыла     | зизаьдыла     | балтыдыла                 | нагъвалыла     |

Відмінювання іменників V типу:
| Відмінок        | «ведмеді»     | «брати»       |
| Називний        | сибаь         | шубаь         |
| Ергативний      | сибаьшаь      | шубаьшаь      |
| Родовий         | сибаьшды      | шубаьшды      |
| Давальний       | сибаьшис      | шубаьшис      |
| Спільний        | сибаьшихьван  | шубаьшихьван  |
| Місцевий I      | сибаьшдаь     | шубаьшдаь     |
| Напрямковий I   | сибаьшы       | шубаьшы       |
| Вихідний I      | -             | -             |
| Місцевий II     | сибаьшихь'    | шубаьшихь'    |
| Напрямковий II  | сибаьшихь'даь | шубаьшихь'даь |
| Вихідний II     | сибаьшихь'ла  | шубаьшихь'ла  |
| Місцевий III    | сибаьшдаь     | шубаьшдаь     |
| Напрямковий III | сибаьшдаь     | шубаьшдаь     |
| Вихідний III    | сибаьшда̄ь     | шубаьшда̄ь     |
| Місцевий IV     | сибаьшихда    | шубаьшихда    |
| Напрямковий IV  | сибаьшихда    | шубаьшихда    |
| Вихідний IV     | сибаьшихла    | шубаьшихла    |
| Вихідний 5      | сибаьшила     | шубаьшила     |

Відмінювання іменників VI типу за основними відмінками:
| Підтип     | а)            | а)             | б)         | б)           |
| Відмінок   | «очі»         | «трава, трави» | «роти»     | «ножі»       |
| Називний   | улабыр        | укьбыр         | г̆албыр     | кӀантбыр     |
| Ергативний | улабырмыра    | укьбырмыра     | г̆алмыра    | кӀантмыра    |
| Родовий    | улабырмыд     | укьбырмыд      | г̆алмыд     | кӀантмыд     |
| Давальний  | улабырмыс     | укьбырмыс      | г̆алмыс     | кӀантмыс     |
| Спільний   | улабырмыхьван | укьбырмыхьван  | г̆алмыхьван | кӀантмыхьван |

### Займенник
У рутульській мові є особові, вказівні, зворотні, означені та неозначені займенники.

#### Особові займенники
У рутульскій мові 4 особові займенники: «зы» (я), «вы» (ти), «йе» (ми) та «ве» (ви). Замість особових займенників 3-ї особи використовуються вказівні займенники.
Відмінювання особових займенників за основними відмінками:
| Відмінок   | «я»     | «ти»    | «ми»    | «ви»    |
| Називний   | зы      | вы      | йе      | ве      |
| Ергативний | за(д)   | ва      | йе      | ве      |
| Родовий    | (й)изды | выды    | йихьды  | выхьды  |
| Давальний  | зас     | вас     | йес     | вес     |
| Спільний   | зихьван | выхьван | йехьван | вахьван |

Відмінювання особових займенників «зы» (я) та «вы» (ти) за локативними відмінками:
| Відмінок       | «я»    | «ти»    |
| Називний       | зы     | вы      |
| Місцевий I     | зада   | вы      |
| Напрямковий I  | за     | вада    |
| Вихідний I     | заа    | вада̄    |
| Місцевий II    | зак'   | вак'    |
| Напрямковий II | зак'да | вак'да  |
| Вихідний II    | зак'ла | вакь'ла |
| Місцевий III   | захда  | вахьда  |
| Вихідний III   | захла  | вахла   |
| Вихідний IV    | за̄ла   | ва̄ла    |

#### Вказівні займенники
У рутульській мові, як і в інших Кавказьких мовах, розрізняються 3 ряди вказівних займенників:
| Ряд |        |              |        |                      |          |          |          |                |
| 1   | ми(д)  | цей          | мисед  | такий (як цей)       | мибыйды  | саме цей | микалды  | подібний цьому |
| 2   | ти(н)  | той (ближче) | тисед  | такий (як той)       | тинбийды | саме той | тикалды  | подібний тому  |
| 3   | гьа(д) | той (далі)   | гьасад | такий (як той інший) | гьабыйды | саме той | гьакалды | подібний тому  |

Відмінювання вказівного займенника «ми(д)» (цей) за основними відмінками:
| Граматичний клас | I, II       | III, IV   |
| Однина           |             |           |
| Називний         | ми(д)       | ми(д)     |
| Ергативний       | минийаь     | мидираь   |
| Родовий          | минийды     | мидид     |
| Давальний        | минийис     | мидис     |
| Спільний         | минийихьван | мидихьван |
| Множина          |             |           |
| Називний         | мибыр       | мибыр     |
| Ергативний       | мибишаь     | мимыра    |
| Родовий          | мибищды     | мимыд     |
| Давальний        | мибишис     | мимыс     |
| Спільний         | мибишихьван | мимыхьван |

#### Зворотні займенники
Зворотний займенник «вудж» (сам) у рутульській мові відмінюється за числом, відмінками та граматичними класами.
|                | Однина   | Однина   | Однина   | Однина   | Множина       |
| Відмінок\Клас  | I        | II       | III      | IV       | I-IV          |
| N              | вудж     | ридж     | видж     | йидж     | джваьр        |
| E              | джуда    | джидаь   | джидаь   | джидаь   | джваьршаь     |
| G              | джуду    | джиды    | джиды    | джиды    | джваьрашьды   |
| D              | джус     | джис     | джис     | джис     | джваьршис     |
| Com            | джухьван | джихьван | джихьван | джихьван | джваьршихьван |
| Місцевий I     | джуда    | джидаь   | джидаь   | джидаь   | джваьршидаь   |
| Вихідний I     | джуда̄    | джида̄    | джида̄    | джида̄    | джваьршида̄    |
| Місцевий II    | джук'    | джик'    | джик'    | джик'    | джваьршик'    |
| Напрямковий II | джухь'да | джихь'да | джихь'да | джихь'да | джваьршихь'да |
| Вихідний II    | джук'ла  | джик'ла  | джик'ла  | джик'ла  | джваьршик'ла  |
| Місцевий III   | джухда   | джихда   | джихда   | джихда   | джваьршихда   |
| Вихідний IV    | джуула   | джиила   | джиила   | джиила   | джваьршиила   |